# 弥子瑕
彌子瑕（？—？），中国春秋時期衛国人物，是衛靈公的男寵。

## 生平
卫灵公三十一年（前504年），鲁定公攻打郑國，占領匡地（今河南省长垣县北），出兵時不向衛國借道，回國时魯國阳虎让军隊在卫都中穿行，卫灵公大怒，派弥子瑕追擊鲁军。後來，公叔文子將事情平息下來。

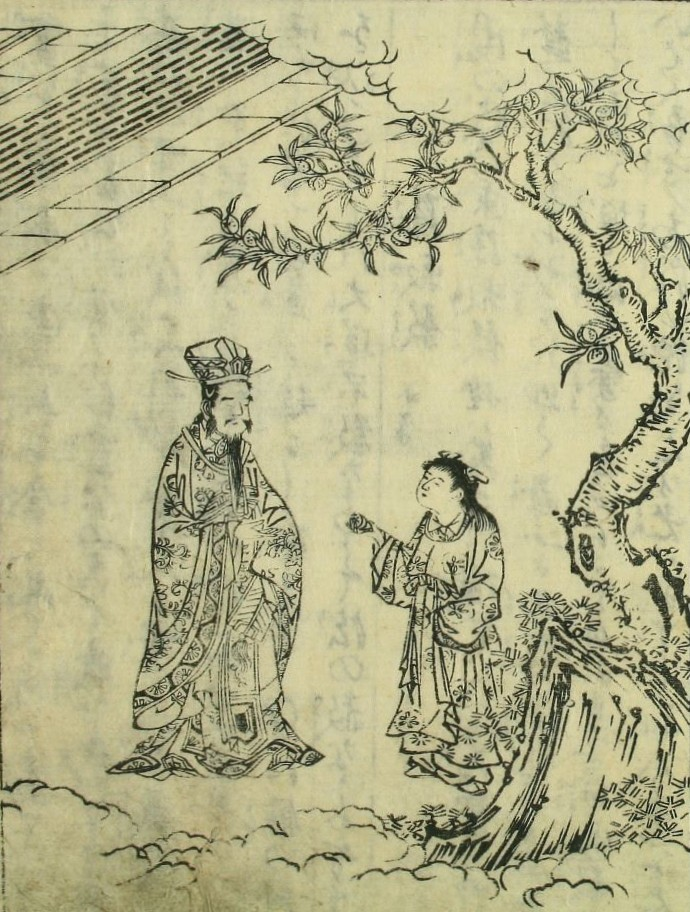
彌子瑕分桃圖，出自橘守國所繪的《繪本故事談》。

衛國法律規定，私自駕駛君王馬車者，要受剕刑斬腳。一日弥子瑕聽說母親病重，即刻偷駕靈公馬車，狂奔回家探母。靈公沒有處罰他，反而褒揚弥子瑕的孝行，說弥子瑕為了孝道，連腳都不要了。
弥子瑕與衛靈公出遊果園，弥子瑕吃到一個美味的桃子，覺得很甜，吃到一半再給衛靈公吃。衛靈公認為弥子瑕願意把甜美的桃子分給自己，是一種愛的表現，這就是斷袖分桃中分桃的典故。
衛國大夫史魚不願看見彌子瑕這種人受重用，他要推薦賢臣蘧伯玉。於是病重時命兒子在自己死後不下葬，屍諫衛靈公。
孔子到衛國，曾因嬖臣彌子瑕而得見到衛夫人南子。
後來，彌子瑕年老色衰，衛靈公愛弛，開始記恨他私自乘馬車、把吃剩的桃給自己。於是衛靈公便聽從史魚的屍諫，重用了蘧伯玉，接着又辞退了弥子瑕并疏远他。這就是余桃之罪的典故。

## 寓言

### 韓非子
衛靈公寵信彌子瑕。有一個侏儒去拜見衛靈公，說：“臣的夢應驗了。”衛靈公說：“夢到甚麼？”侏儒說：“夢見灶，預示會見到您。”衛靈公不高興的說：“我聽說要見君王的人，會夢見太陽，怎麼見到寡人說是夢見灶呢？”侏儒說：“太陽普照四面八方，沒有一樣東西可擋住他的光芒；君王的恩惠施及全國，沒有一個人能蒙蔽他。而灶不一樣，有一個人佔在灶前烤火取暖，後面的人就看不見柴火了。是不是有個人像在灶前烤火那样蒙蔽了您呢？所以臣夢見灶，不也很合理嗎？”靈公理解了侏儒的比喻，所以罷免了雍鉏、彌子瑕，而改用司空狗。 

### 郁离子
一次，衛靈公鞭打了彌子瑕，彌子瑕三天沒敢來上朝。衛靈公很擔心，問祝鮀（子鱼），彌子瑕會怨恨他嗎。祝鮀說彌子瑕就像圈養的狗一樣，怎麼會怨恨主人呢。